# Plan-Bolívar-2000
Plan Bolívar 2000 war die erste sogenannte Bolivarische Mission der Chávez-Regierung. Das Projekt wurde am 27. Februar 1999 von Hugo Chávez gestartet. Etwa 40.000 Soldaten verteilten Lebensmittel und führten Bildungskurse durch.
Verschiedene Skandale plagten das Programm. General Cruz Weffer wurde der Korruption angeklagt. Das Programm von Bolivar 2000 wurde von Army Commander Victor Cruz Weffer betrieben und erhielt rund 300 Millionen Dollar als Budget. Nach nur einem Jahr wurde das Programm wegen Unkontrollierbarkeit beendet. Wegen Verschwendung und Korruption wurden insgesamt 150 Millionen US-Dollar ausgegeben. Zu den häufigsten Korruptionsmechanismen in diesem Programm gehörten falsche Rechnungen und Vertragsabschlüsse mit nicht vorhandenen Lieferanten. Als der Generalstaatsanwalt Eduardo Roche den Fall untersuchen wollte, wurde er von Clodosbaldo Russián ersetzt.